# Palazzo della Ragione (Padova)
Il Palazzo della Ragione (detto anche Salone, per sineddoche) era l'antica sede dei tribunali cittadini e del mercato coperto di Padova. La parte inferiore era già esistente nel 1166, ma si stima che sia stato eretto tra il 1218 e il 1219, e tra il 1306 e il 1309 Giovanni degli Eremitani fece aggiungere il porticato e le logge e fece innalzare la copertura a cui diede la caratteristica forma di carena di nave rovesciata. Il piano superiore è occupato da quella che è stata la più grande sala pensile del mondo, detta "Salone", che misura circa 80 metri per 27 e ha un'altezza di quasi 40 metri, con soffitto ligneo a carena di nave. Il piano inferiore ("sotto il Salone") ospita invece lo storico mercato coperto della città. Il palazzo fa parte dei musei civici di Padova. Grazie agli affreschi presenti nel Salone, realizzati in origine da Giotto e rifatti dopo l'incendio del 1420, nel 2021 è stato incluso dall'UNESCO tra i patrimoni dell'umanità nel sito dei cicli di affreschi del XIV secolo di Padova.

## Descrizione

### Palazzo

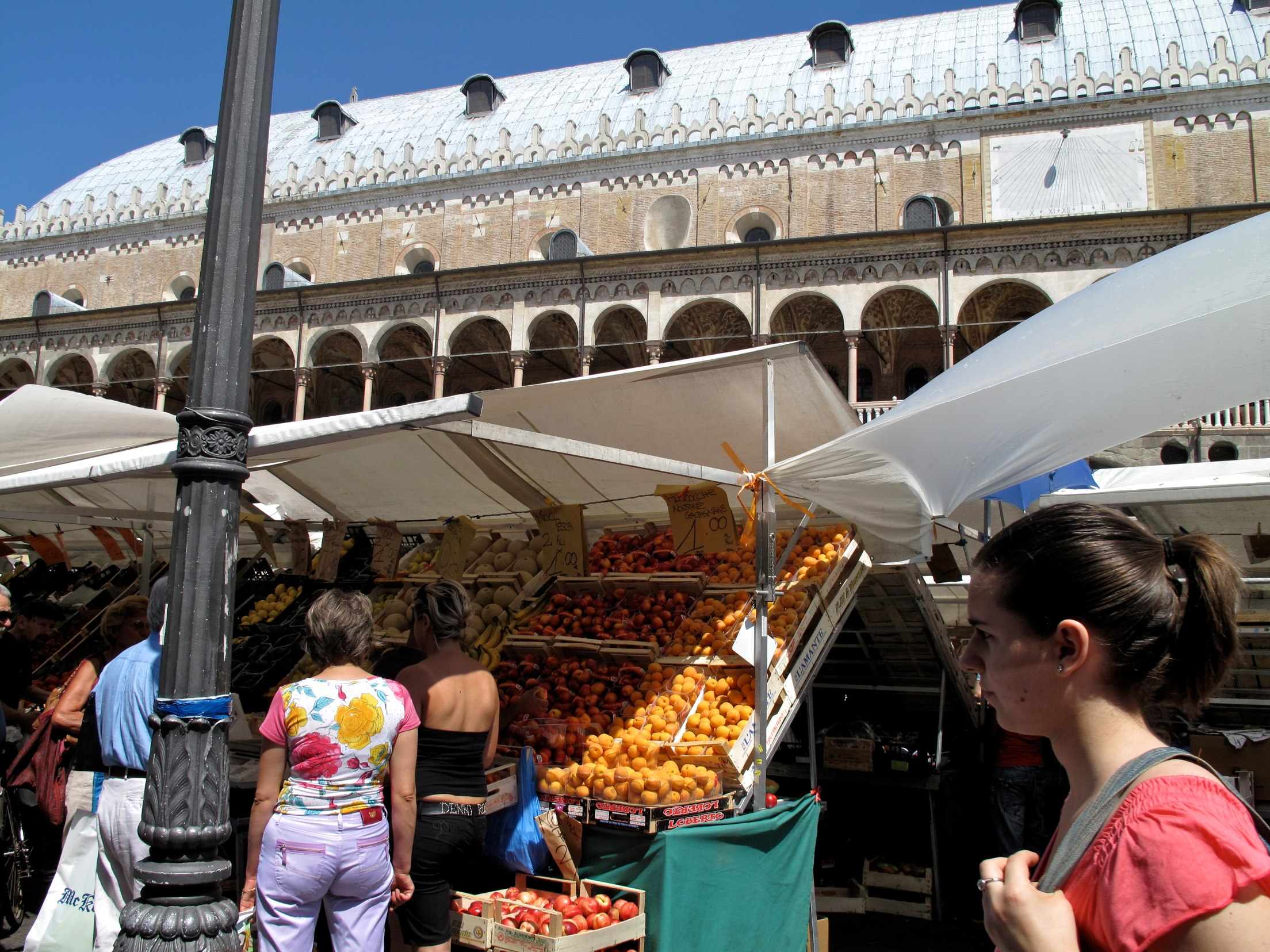
Il palazzo e l'antistante mercato di piazza della Frutta

Il palazzo si trova tra la piazza della Frutta a nord e la piazza delle Erbe a sud, sedi dell'importante mercato che si svolge fin dai tempi remoti. Nonostante le apparenze, l'antico edificio è a pianta leggermente trapezoidale in quanto fu costruito lungo i canali d'acqua che attraversavano quell'area e che non erano perpendicolari tra loro; assomiglia a un'enorme nave capovolta e poggia su 90 piloni, disposti in quattro ordini. Le facciate principali sono quelle che danno sulle piazze e al piano superiore presentano un'ampia loggia, mentre al piano inferiore si trova una bassa loggetta veneziana che sporge dal resto dell'edificio e copre buona parte della preesistente loggia formata da alti e ampi archi.
Sul lato orientale il Palazzo della Ragione è collegato al Palazzo Comunale da un grande passaggio ad arco noto come Volto della Corda, che ha preso questo nome perché sotto l'arco venivano colpiti sulla schiena con una corda falliti, imbroglioni e debitori insolventi. L'angolo del palazzo sotto al Volto della Corda è chiamato canton delle busie (angolo delle bugie) perché era il luogo dove si incontravano i commercianti. Nei pressi del Volto sono scolpite su pietra bianca le antiche misure padovane, che servivano a quel tempo ai clienti per non farsi imbrogliare dai venditori.

### Salone
Come il resto dell'edificio, anche la pianta del Salone è di forma trapezoidale. Si trova al piano superiore e si accede mediante quattro scalinate che hanno inizio in corrispondenza degli angoli del palazzo e che prendono il nome dalle attività tenute in passato in quelle quattro zone del mercato: le scale degli uccelli e del vino sul lato di piazza delle Erbe, e quelle della frutta e dei ferri lavorati dalla parte di piazza della Frutta. Come ideale congiunzione alla sua primitiva funzione, sul lato a est è fisicamente collegato all'attuale sede municipale attraverso la porta che dà su un passaggio sotto al quale si trova il Volto della Corda. È stato invece da lungo tempo eliminato il passaggio sul lato opposto conducente al Palazzo delle Debite, che era sede del carcere per i debitori insolventi. Il Salone è utilizzato per importanti esposizioni artistiche, conferenze ed eventi.

#### Affreschi
Il ciclo pittorico originale è stato attribuito a Giotto, che all'inizio del XIV secolo decorò le volte delle tre sale in cui era suddiviso il Salone con motivi astrologici, soggetti religiosi e figure allegoriche. Queste opere furono distrutte nell'incendio del 1420; il palazzo fu ricostruito senza le pareti divisorie nel piano degli affreschi, con una sala unica appoggiata su archi e pilastri con volte a crociera, secondo il progetto dell'architetto Bartolomeo Rizzo, esperto in costruzioni navali. Il nuovo grande Salone venne decorato da un grandioso ciclo di affreschi a soggetto astrologico sulla traccia di quelli preesistenti, che erano basati sugli studi di Pietro d'Abano, seguace di Averroè, e furono realizzati tra il 1425 e il 1440 da Niccolò Miretto e Stefano da Ferrara. Presenti anche (angolo est-sud) superstiti figurazioni sacre di Giusto de' Menabuoi (1390 ante).

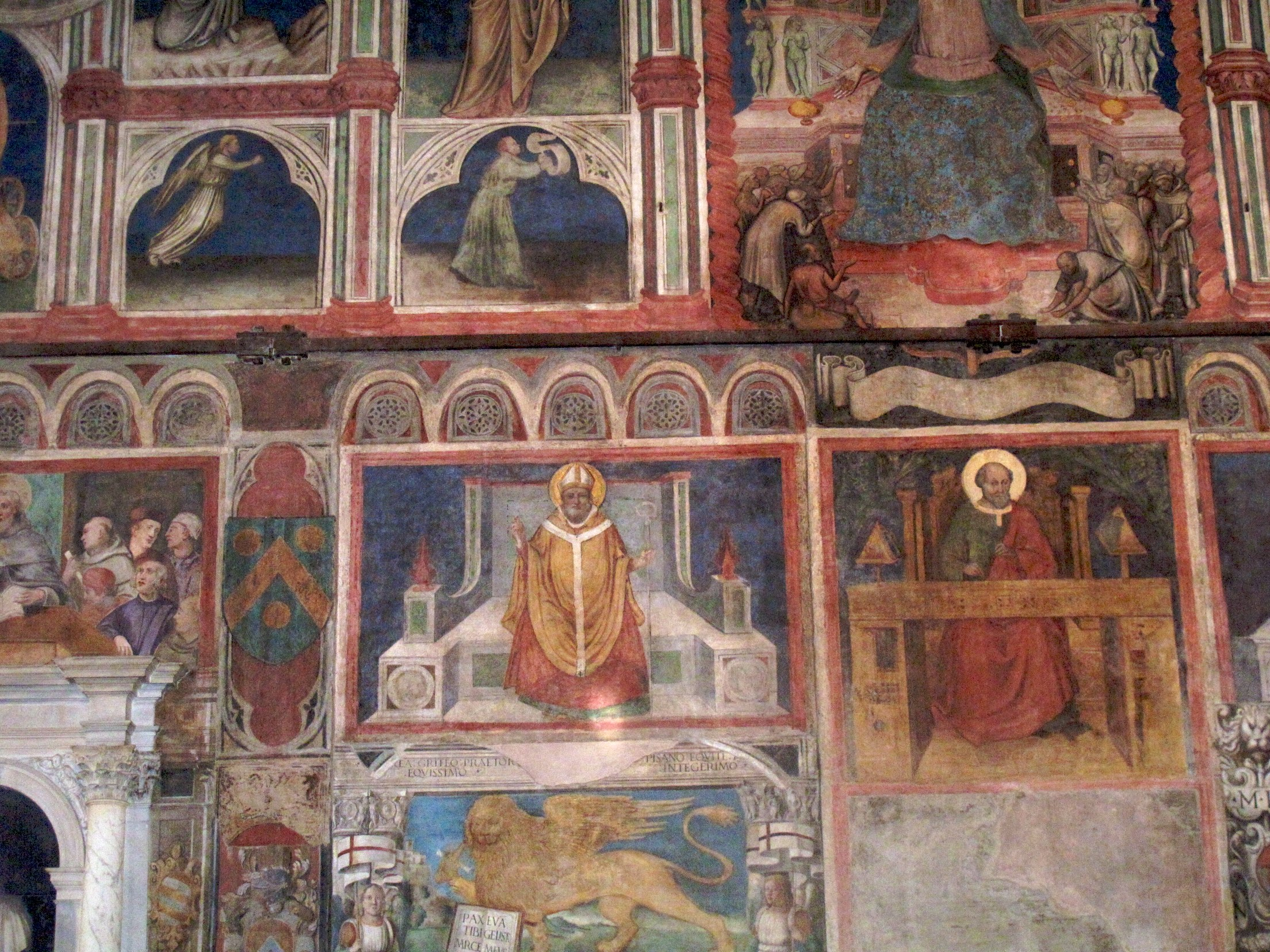
Affreschi del Salone

Gli affreschi si svolgono nelle "tre fasce superiori" delle quattro pareti su oltre 200 metri lineari (il punto di partenza è l'angolo sud-est, parete su piazza delle Erbe, dove sta il segno dell'Ariete, corrispondente all'equinozio di primavera). Il tema astrologico è diviso in dodici comparti corrispondenti ai mesi, articolati ciascuno in tre fasce di nove ripiani. Ogni mese, diviso in ventiquattro, venticinque o ventisei comparti, è rappresentato su tre fasce sovrapposte e viene introdotto dalla raffigurazione di un apostolo che occupa lo spazio di due riquadri. Nel mese sono inseriti i segni dello Zodiaco, costellazioni, pianeti, paranatellonta, stelle maggiori, cioè in base all'oroscopo calcolato al momento della nascita. Sono rappresentate le attività e i caratteri individuali delle persone definiti dalle influenze astrali, a loro volta legate alla data di nascita e all'ascendente. Il ciclo è di fatto un grande orologio solare perché all'alba i raggi solari battono sul segno zodiacale che corrisponde alla posizione astronomica del sole in quel momento.
Il ciclo pittorico rappresenta le classi sociali una accanto all'altra, i nobili con il popolo, il mondo rurale e quello cittadino, i contadini, i commercianti della città, le dame e i cavalieri. 
Nella "fascia inferiore" compaiono le quattro virtù cardinali, le tre virtù teologali, i santi protettori di Padova (come santa Giustina e Antonio di Padova) e i dottori della Chiesa. Questi soggetti religiosi sono inframmezzati da dischi (deschi) in cui sono raffigurati animali, sotto ai quali si sedevano i giudici e i notai del tribunale. A quel tempo l'analfabetismo era molto diffuso e a chi veniva citato in processo veniva consegnata una carta recante la figura dell'animale simboleggiante il giudice incaricato del giudizio, che veniva così individuato anche da chi non sapeva leggere. Collegabili ai tribunali e alle loro funzioni sono gli affreschi che rappresentano il Giudizio di Salomone, la Scena di un processo, le allegorie della Giustizia, del Diritto, del Comune in Signoria e l'Incoronazione della Vergine, davanti alla quale i giudici pregavano prima di iniziare i processi.
Tra gli affreschi del 1420 vi sono inoltre frequenti riferimenti alla Serenissima, che da alcuni anni aveva assoggettato Padova, e in seguito furono aggiunti altri affreschi votivi. 
Dal 2000 gli affreschi sono stati al centro di un progetto di restauro, realizzato anche grazie ai fondi del Gioco del Lotto, in base a quanto regolato dalla legge 662/96.

#### Cavallo ligneo

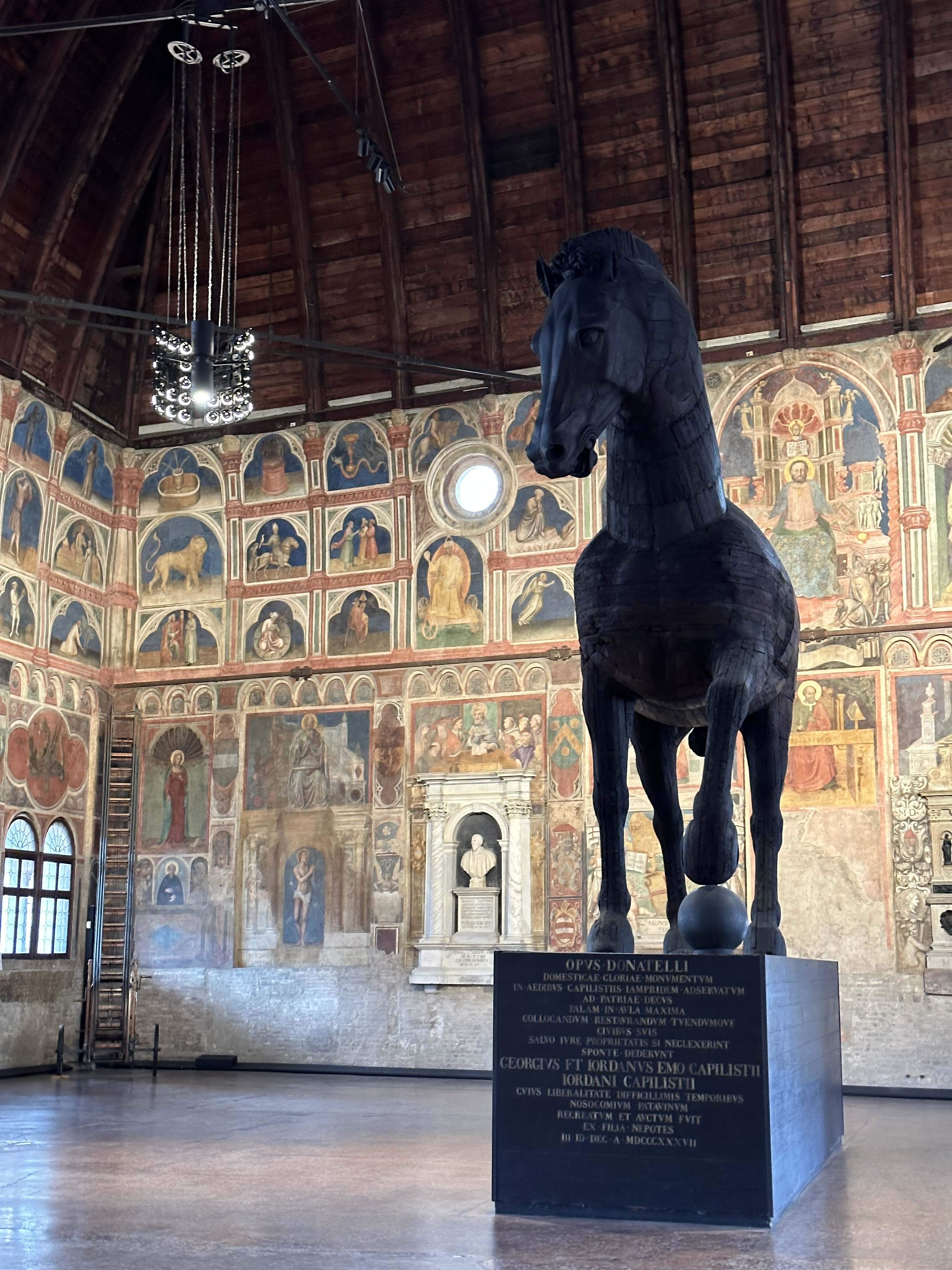
Cavallo Ligneo

Nella sala è conservato un gigantesco cavallo ligneo, copia rinascimentale di quello del monumento al Gattamelata di Donatello, regalato al comune dalla famiglia Emo Capodilista. Il cavallo era stato commissionato dai Capodilista per una spettacolare parata a Padova del 1466 e venne quindi tenuto nel palazzo di famiglia. Giorgio Vasari lo vide e lo descrisse come: "un'ossatura di cavallo di legname senza collo, così ben fatta da ritenersi opera ... di Donatello." Priva della testa e della coda, la scultura rimase nel palazzo fino a quando i discendenti Giorgio e Giordano Emo Capodilista la donarono al Comune l'11 dicembre 1837. Fu portato in Salone e il restauro fu affidato allo scultore Antonio Rinaldi, che intagliò i pezzi mancanti e il cavallo tornò al suo splendore originario, diventando uno dei segni distintivi del Salone. Un nuovo restauro della statua fu portata a termine nel 2004. Le sue misure sono 5,75 metri di altezza, circonferenza di 6,20 metri e presenta una botola sul dorso che ne permette l'accesso all'interno.

#### Pendolo di Foucault
Nel Salone è installato un esemplare di pendolo di Foucault formato da un filo lungo 20 metri fissato alla volta del Salone, con appesa una sfera in acciaio e alluminio del peso di 13 kg. L'oscillazione della sfera è mantenuta costante da un campo magnetico pulsato prodotto da un elettromagnete, che attrae la sfera durante i quarti di periodo in cui essa si avvicina al centro. L'apparente rotazione del piano di oscillazione rispetto al sistema solidale alla Terra è evidenziata da 180 LED che si accendono in sequenza. L'arco di LED accesi si allunga mano a mano che il piano ruota.

#### Altre decorazioni

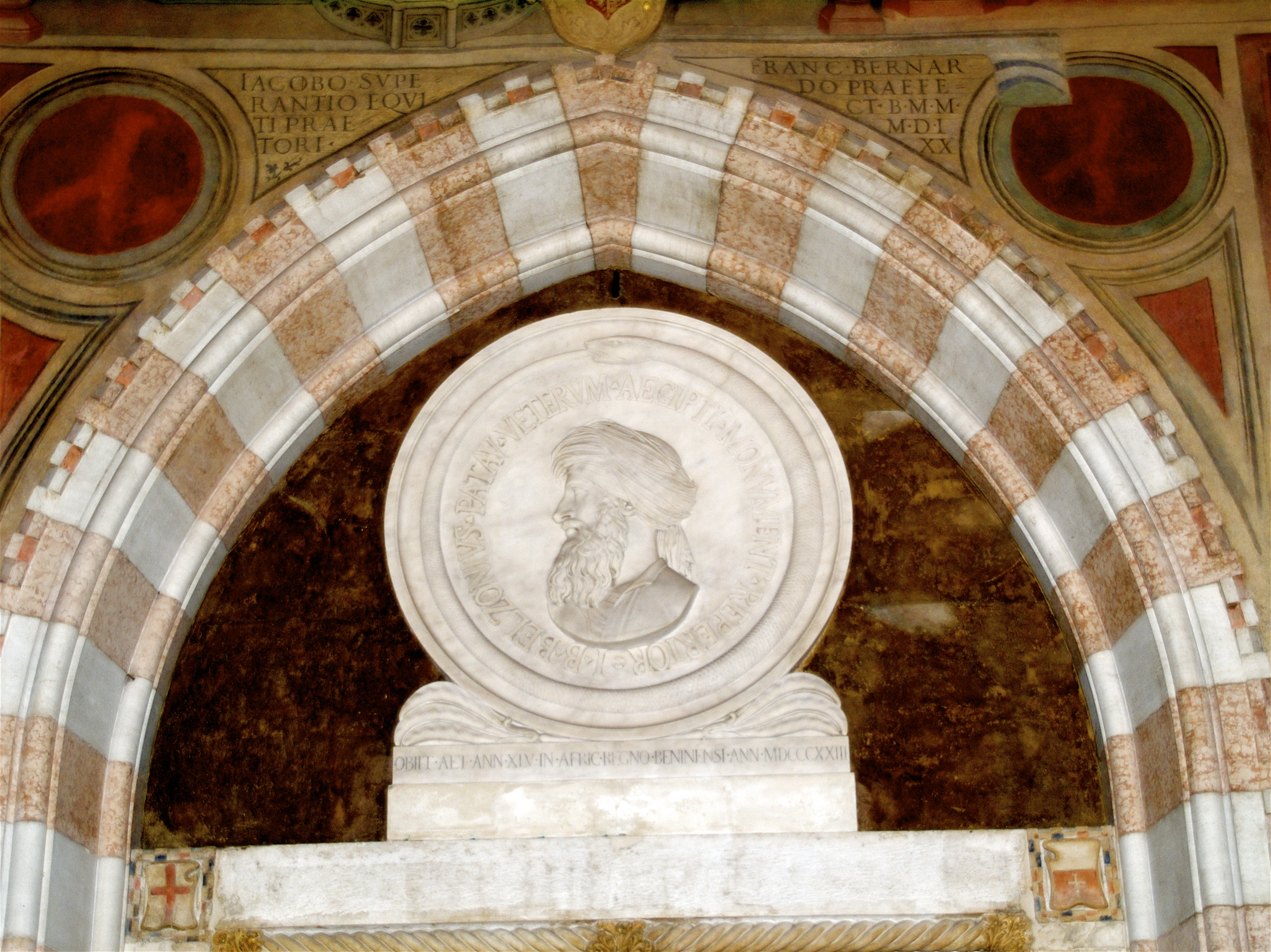
Medaglione dedicato a Belzoni sulla parete est del Salone

Sul pavimento si trova lungo l'asse sud-nord una striscia bianca e nera raffigurante il 12º meridiano che passa per Padova. Sulla parete a est si trova una lapide tombale risalente all'Antica Roma, attribuita a Tito Livio, e il medaglione raffigurante l'esploratore padovano Giovan Battista Belzoni. Nelle vicinanze è conservata la pietra del Vituperio, su cui i debitori insolventi erano obbligati a sedersi per tre volte annunciando la rinuncia ai propri beni per poi venire esiliati. Prima di sedersi erano costretti a spogliarsi e a restare in camicia e mutande, pratica che è all'origine della popolare espressione restare in braghe de tea (restare in pantaloni di tela). Sempre vicino alla parete est, ai fianchi della porta di accesso agli uffici comunali erano collocate due statue della dea egiziana Sekhmet, donate nell'Ottocento da Belzoni che le aveva portate con sé dall'Egitto, e che sono poi state trasferite al Museo archeologico di Padova.

### Sotto il Salone
Sotto il Salone, lungo due gallerie parallele e una perpendicolare a esse, nonché lungo i lati che si affacciano sulle piazze, trovano posto numerose e caratteristiche botteghe di generi alimentari. Costituiscono uno degli angoli più suggestivi di Padova e la qualità dei prodotti in vendita fa parte della tradizione cittadina.

## Storia

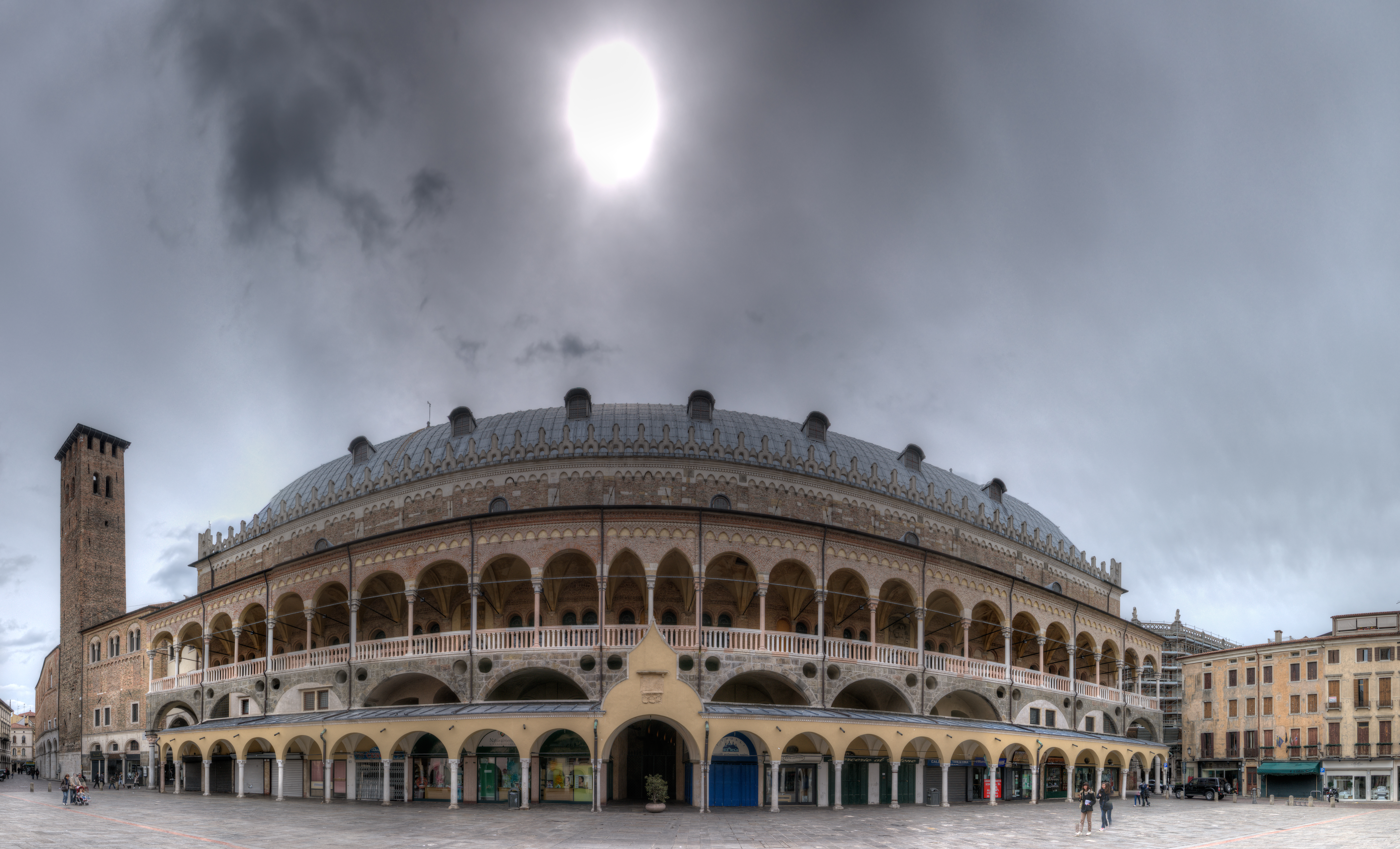
Panoramica del Palazzo

Si è ipotizzato che il luogo dove sorge l'attuale Palazzo sia stato edificato e abitato in età precedenti. Sotto il Palazzo rimane infatti memoria dell'età romana e le testine romaniche scolpite poste sugli stipiti degli archi di accesso al mercato sotto il Salone, ne sono una riprova. Scavi archeologici effettuati negli anni 1990 nei sotterranei del palazzo hanno rinvenuto i resti di varie costruzioni medievali come torri e più in profondità i resti di una domus romana del I/II secolo d.C.. Non si conosce la data esatta della costruzione primitiva ma già nel 1166 esisteva la parte inferiore dell'edificio che aveva funzioni pubbliche.
La prima realizzazione risale al 1219, e aveva lo scopo di ospitare i tribunali e gli uffici finanziari, ruolo che ebbe non solo in età comunale, ma, sia pure con uso ridotto, anche durante la signoria Carrarese e tutta la dominazione Veneziana, fino al 1797. Fu però anche sede commerciale, unica funzione questa che ha mantenuto nel tempo. Vi è quindi uno stretto rapporto tra il Salone e la giustizia. L'intensificarsi della mercatura nell'area delle piazze invitava il Comune a un intervento regolarizzatore che affermasse anche materialmente la protezione pubblica sulle attività mercantili. I primi statuti che regolano la vita delle città comunali risalgono all'inizio del XII secolo e riguardano soprattutto il commercio e le istituzioni politiche.

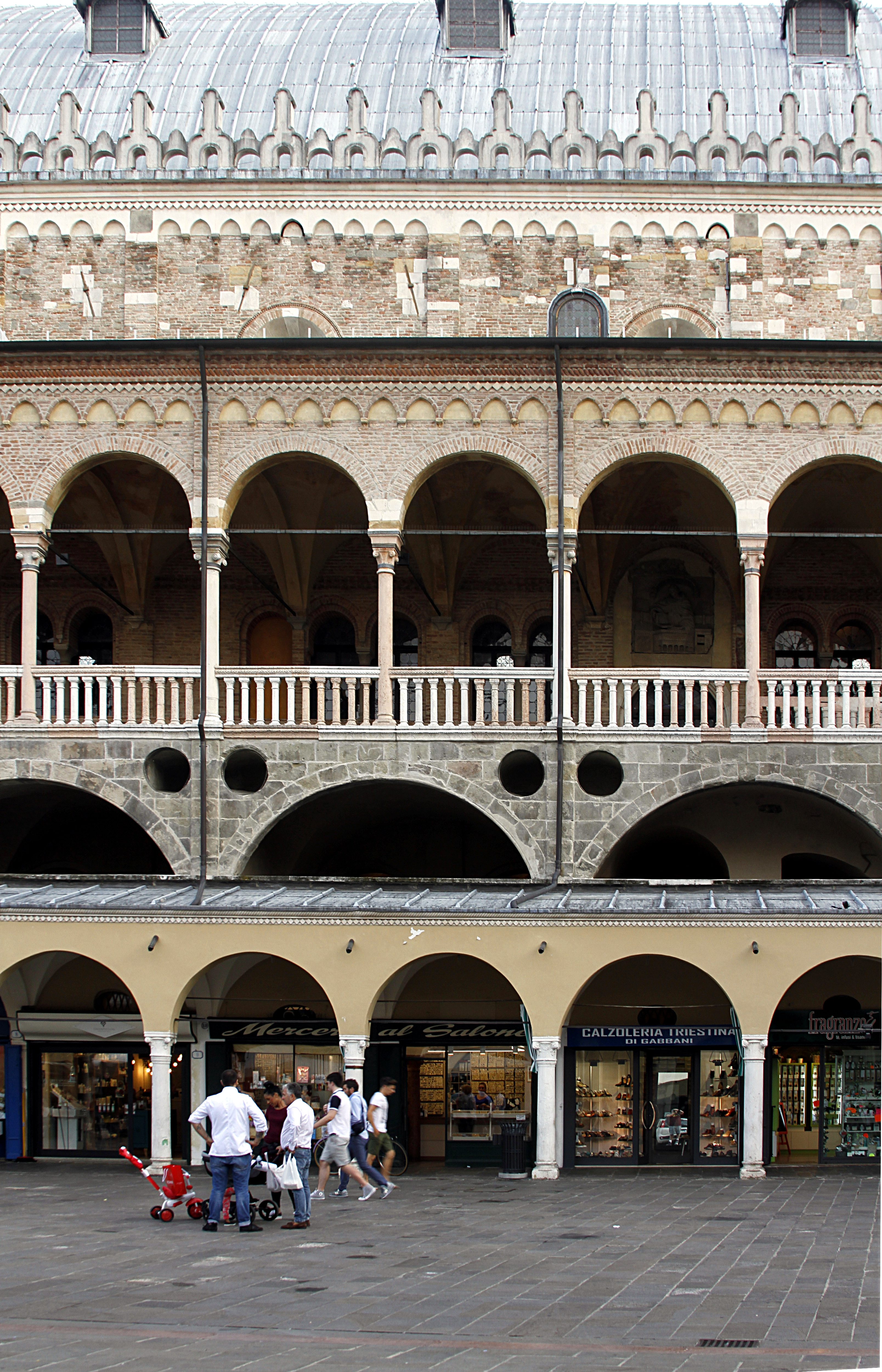
La loggia superiore e la loggetta al pian terreno che copre parte della grande loggia costruita nel 1309

La forma attuale la si deve a frate Giovanni degli Eremitani che tra il 1306 e il 1309 fece alzare la grande volta in legno a due calotte e aggiungere il porticato e le logge coprendo le scale, allargando così la base dell'edificio. Il tetto fu rifatto a capriate in legno di larice, senza colonne centrali e ricoperto da piastre di piombo. Fu in questa occasione che venne creato il Salone, la cui area era in precedenza divisa in tre sale separate.
In epoca comunale esisteva un passaggio sospeso che dalla piccola loggia portava al dirimpettaio Palazzo delle Debite, sede delle carceri pretorili destinate ad accogliere i debitori insolventi. L'antico edificio venne demolito nel 1873 e sostituito dall'attuale palazzo, che porta lo stesso nome, progettato da Camillo Boito. È invece tuttora esistente il collegamento a est con il palazzo comunale, sotto al quale si trova il Volto della Corda. Il termine Palazzo della Ragione entrò in uso nell'epoca veneziana, che ebbe inizio quando nei primi anni del Quattrocento la Serenissima assoggettò Padova, ponendo fine al dominio dei Carraresi.
Nel 1430 vi fu l'incendio che distrusse gli affreschi originali e, oltre al rifacimento degli affreschi, vi fu l'ulteriore allargamento della base dell'edificio con le nuove basse loggette veneziane costruite lungo i lati che danno sulle piazze, che coprono parzialmente le alte logge del pian terreno fatte costruire da Giovanni degli Eremitani. Questa soluzione fu determinata dall'esigenza di aumentare la superficie coperta destinata al commercio, il grande porticato fu parzialmente tamponato e al suo interno trovarono posto nuovi locali, mentre le loggette garantirono la continuità dei portici che caratterizza le due piazze.
Il 17 agosto 1756 un furioso turbine sconvolse il grande edificio distruggendone il tetto e scoperchiandolo. La riedificazione fu affidata a Bartolomeo Ferracina, orologiaio e ingegnere della Serenissima, noto per la ricostruzione dell'orologio di Piazza San Marco a Venezia e del ponte palladiano di Bassano del Grappa. I tribunali furono trasferiti nel 1797 e il Salone fu poi utilizzato per riunioni popolari, feste e ricorrenze.

## Galleria d'immagini

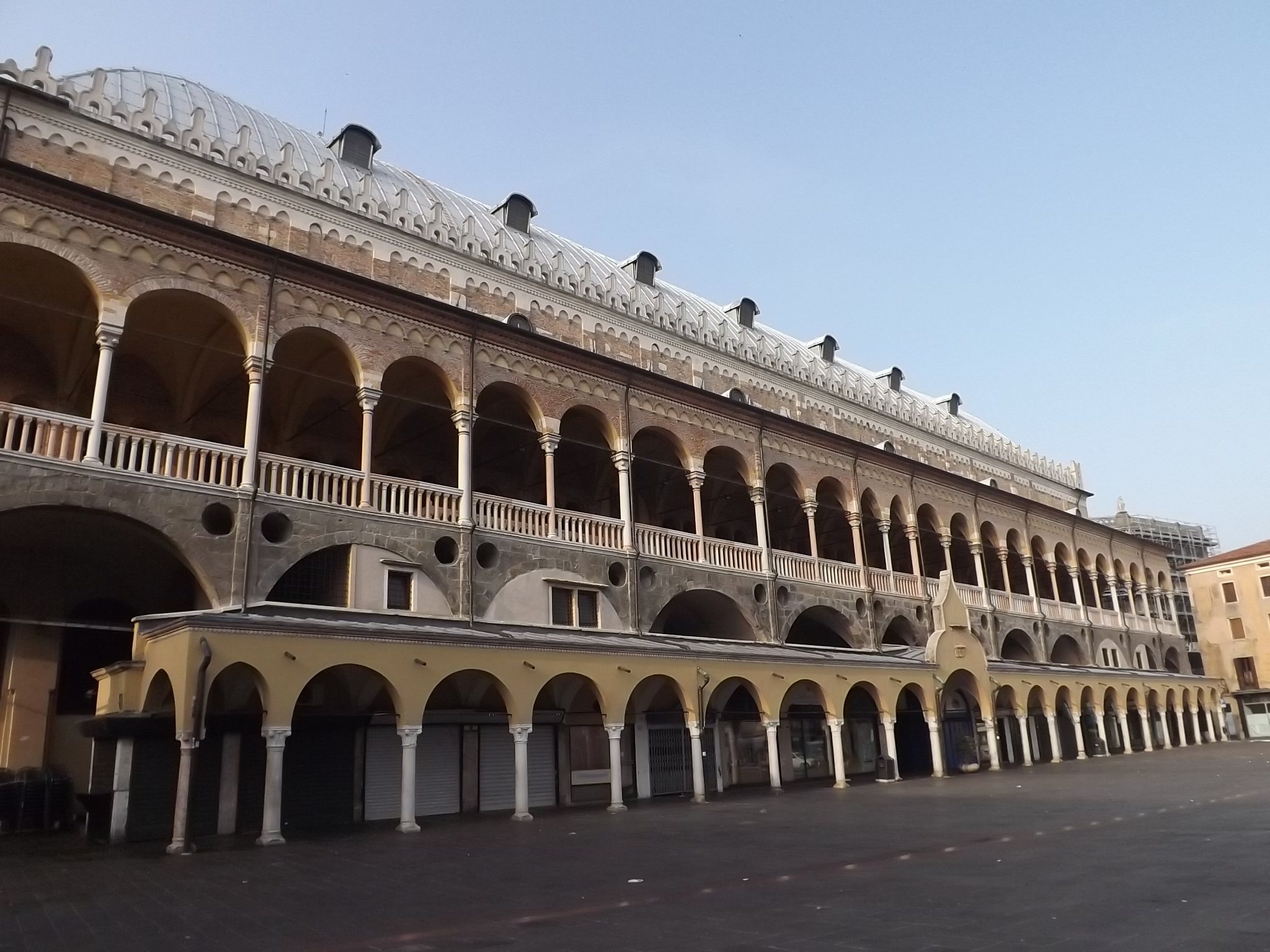
Davanti al Palazzo della Ragione una rara piazza deserta
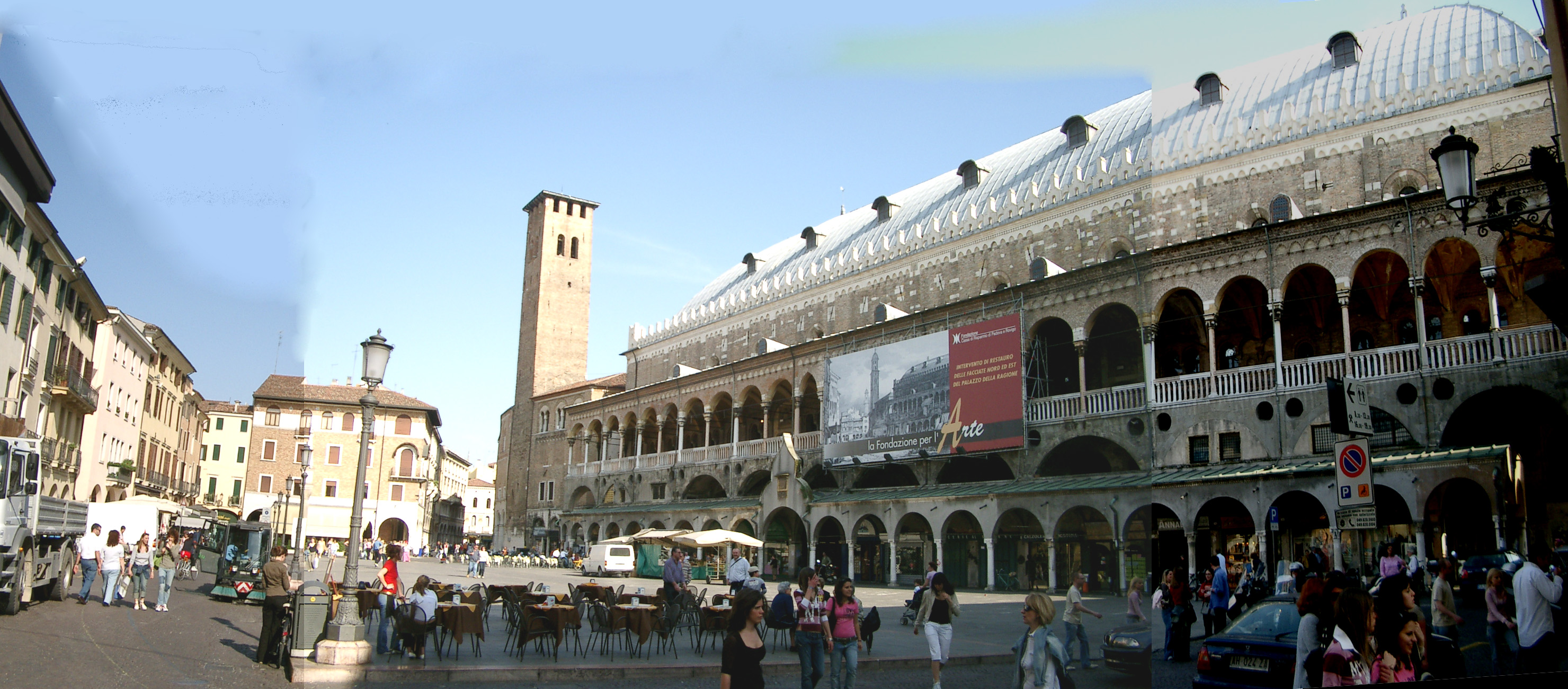
Il Palazzo della Ragione da piazza delle Frutta
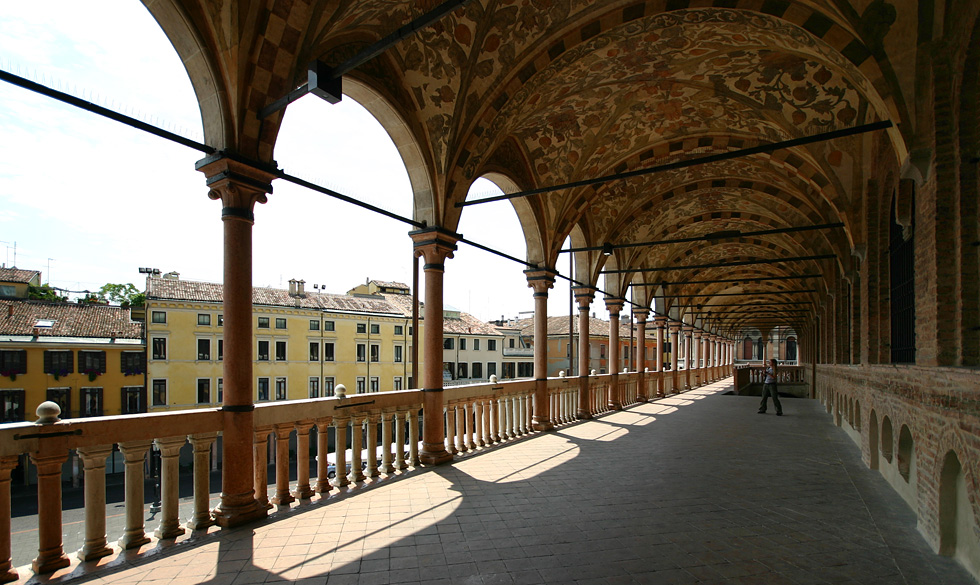
Spaziosa loggia del piano superiore
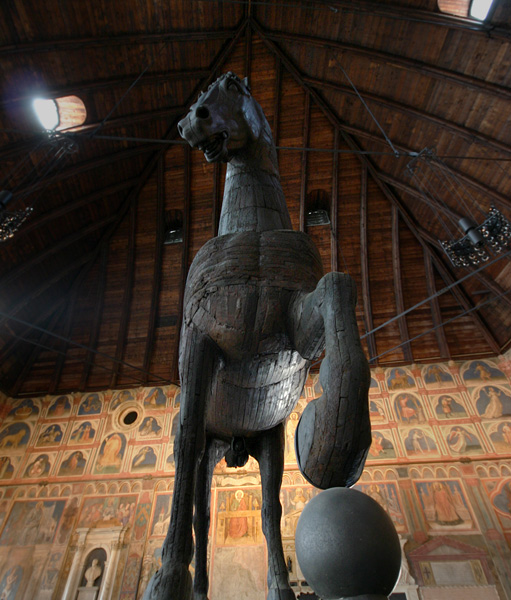
Cavallo ligneo
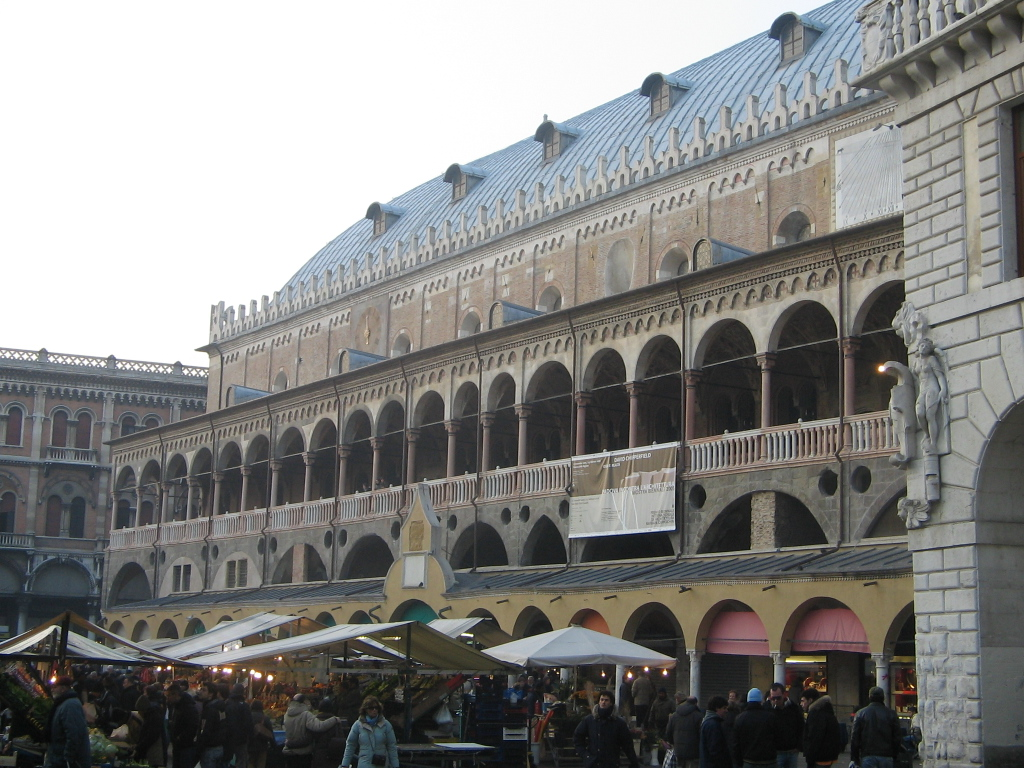
Il Palazzo della Ragione da piazza delle Erbe
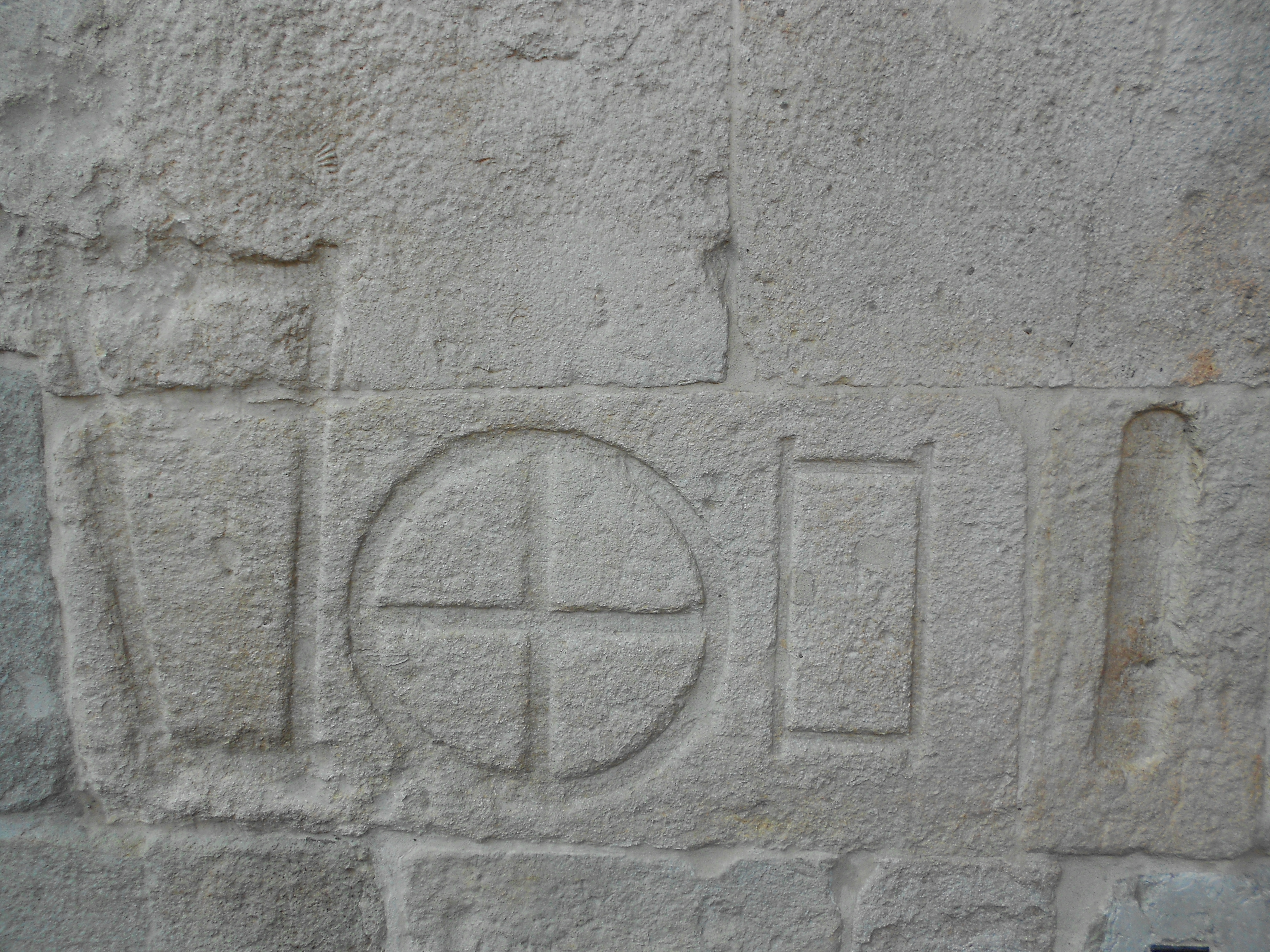
Unità di misura
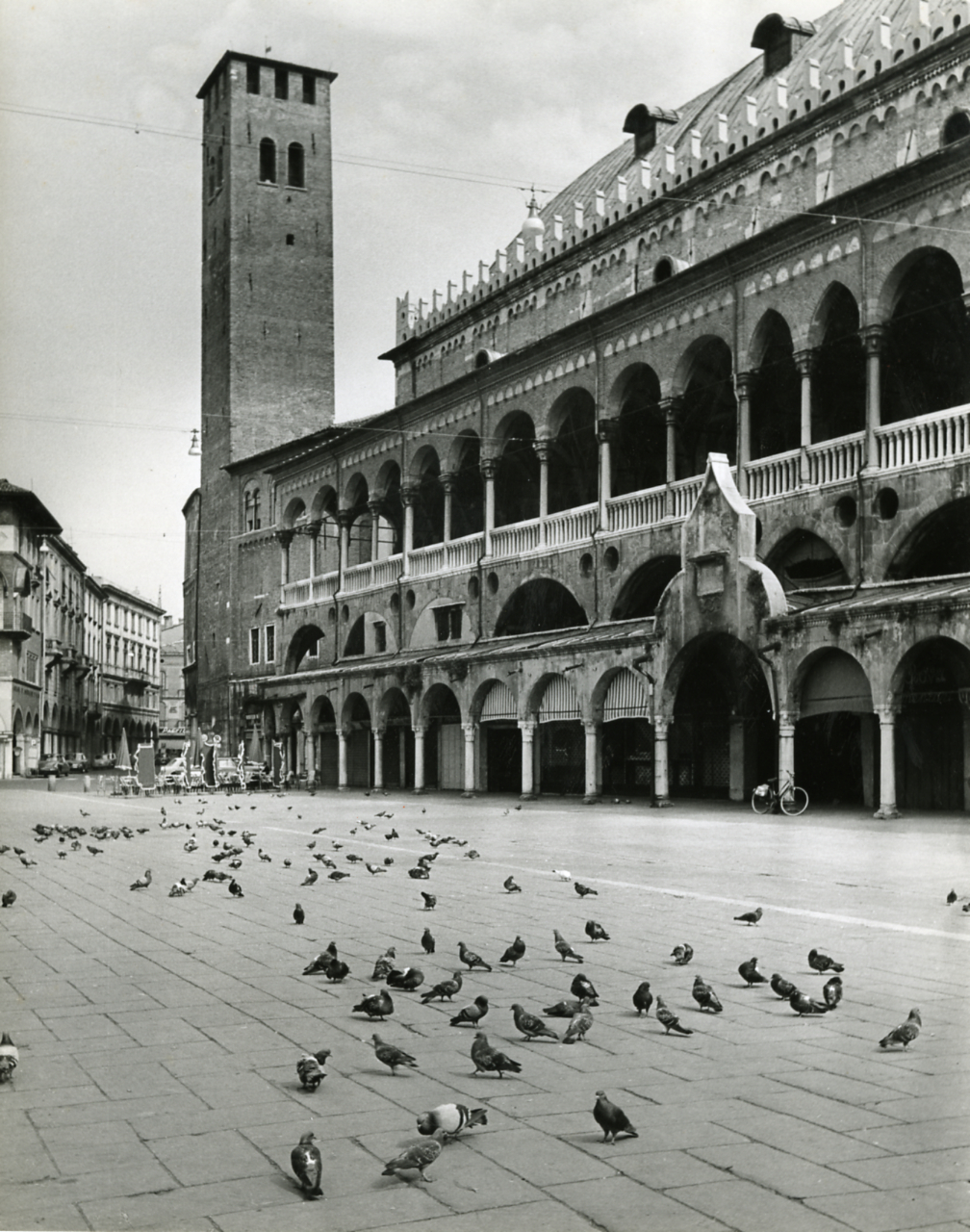
Il Palazzo della Ragione in una foto di Paolo Monti del 1967. Fondo Paolo Monti, BEIC
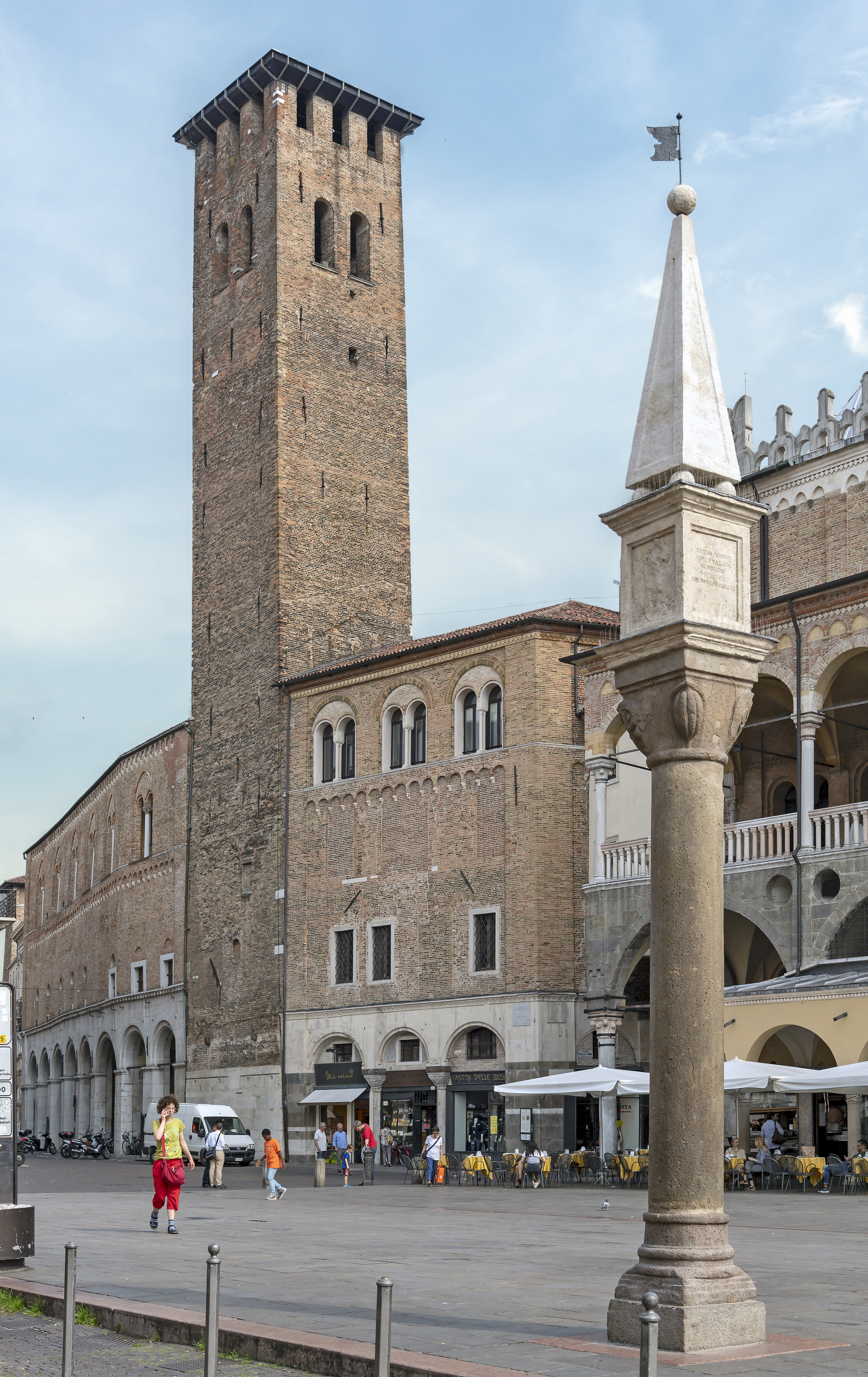
Torre degli Anziani e la colonna del Peronio
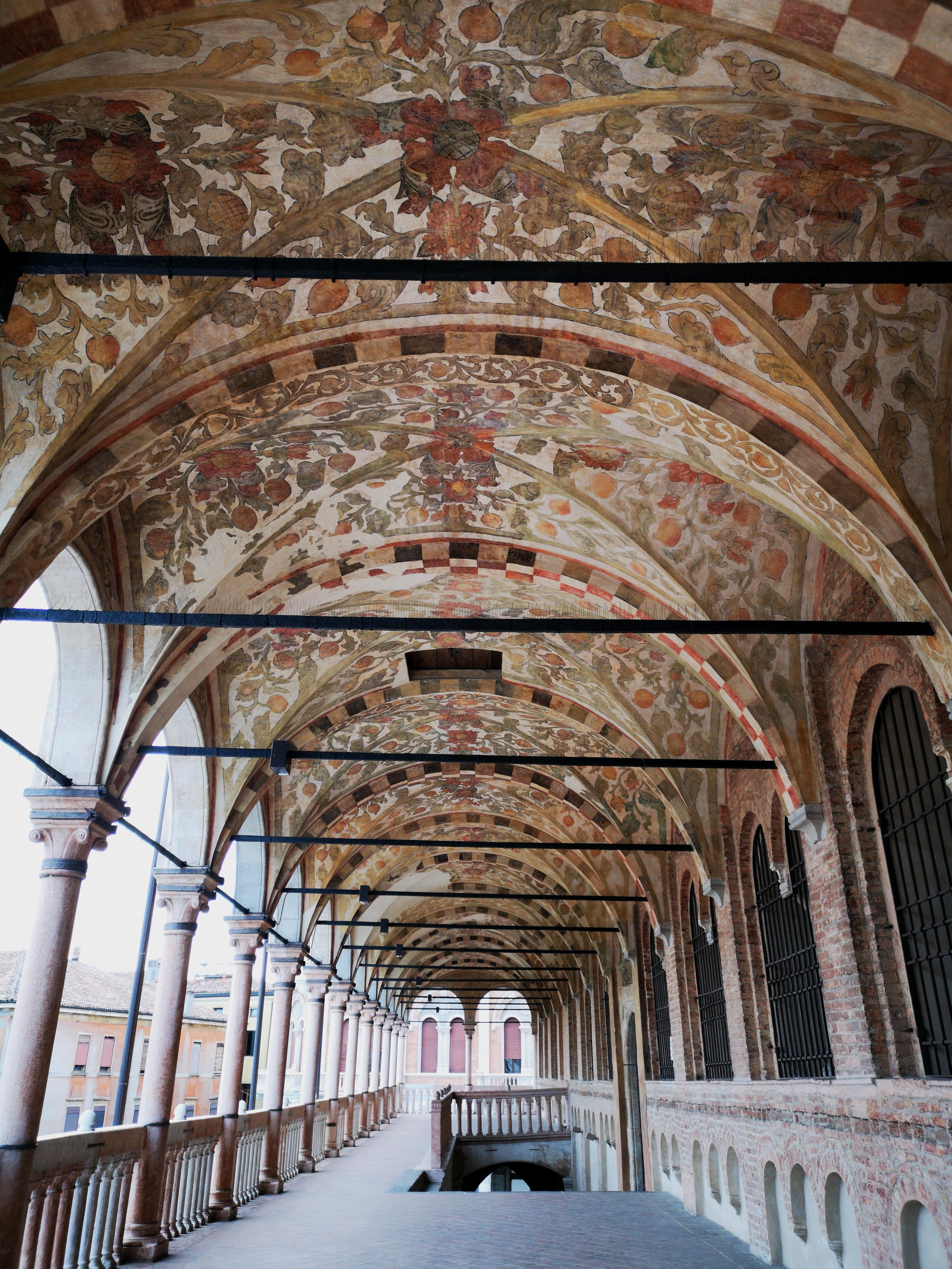
Le volte della loggia superiore